# Vemod
Vemod – debiutancki album szwedzkiej grupy rocka progresywnego Anekdoten wydany w 1993 roku. Wszystkie słowa na tym albumie są autorstwa Jana Erika Liljeströma, z wyjątkiem "Thoughts in Absence" I "Sad Rain", do których słowa napisał Nicklas Berg.

## Lista utworów
1. "Karelia" (Berg/Dahlberg) – 7:20
2. "The Old Man & The Sea" (Berg/Lilieström) – 7:50
3. "Where Solitude Remains" (Berg/Lilieström) – 7:20
4. "Thoughts In Absence" (Berg) – 4:10
5. "The Flow" (Berg/Lilieström/Nordin/Dahlberg) – 6:58
6. "Longing" (Berg/Dahlberg) – 4:50
7. "Wheel" (Berg/Lilieström/Nordin/Dahlberg) – 7:52
8. "Sad Rain" (Berg) – 10:14 (tylko w wersji wydanej w Japonii)

## Twórcy
- Nicklas Berg (zmienił nazwisko na Nicklas Barker po ślubie) – gitara, melotron
- Anna Sofi Dahlberg – wiolonczela, melotron, śpiew
- Jan Erik Liljeström – gitara basowa, śpiew
- Peter Nordins – instrumenty perkusyjne

oraz:
- Per Wiberg – pianino
- Pär Ekström – skrzydłówka, kornet